# Symphony OS
Symphony OS, SymphonyOne sau Symphony Linux, este o distribuție de Linux bazată pe Debian și care folosește interfața grafică Mezzo. Este un Live CD dezvoltat de Ryan P Quinn, Jason Spisak și Alexander Drummond.